# Turistická značená trasa 0416
 Turistická značená trasa 0416 je červeně značená turistická trasa v okrese Ústí nad Orlicí dlouhá 11,5 km sestupující z hřebene Orlických hor do Podorlické pahorkatiny.

## Průběh trasy
Turistická trasa 0416 se odděluje od rovněž červeně značené hlavní hřebenové Jiráskovy cesty na rozcestí Adam - rozcestí v nadmořské výšce 730 metrů. V celé délce sleduji jihozápadní nebo jižní směr. Nejprve stoupá ke Kašparově chatě a poté vede přes mělké sedlo do jihovýchodního úbočí Adam, kde přechází linii československého opevnění. Odtud klesá do Vlčkovic, aby opět stoupala na vrchol Studeného. Odtud opět klesá na rozcestí Studenský horní les odkud vychází modře značená trasa 1858 na Suchý vrch a Studenský dolní les, kde se křižuje žlutě značenou trasu 7272 z Jablonného nad Orlicí k pastvinské vodní nádrži. Končí v centru Nekoře na rozcestí s modře značenou trasou 1852 z Letohradu na Zemskou bránu v nadmořské výšce 446 metrů.

## Historie
- Jihovýchodním úbočím Adamu dříve vedla trasa lesem o něco blíže k vrcholu, později byla přeložena více k objektům těžkého československého opevnění.
- Trasa dříve nevedla přes vrchol Studeného, ale jeho východním úbočím pod Studenskými skalami.
- V Nekoři byla trasa vedena ještě asi o půl kilometru dále na západ. Po přetrasování trasy 1852 byl tento úsek přeznačen na modro.[3]

## Turistické zajímavosti na trase
- Kašparova chata
- Pěchotní srub K-S 38
- Pěchotní srub K-S 37
- Kaple Narození Panny Marie ve Vlčkovicích
- Studenské skály
- Husův sbor v Nekoři